# Diocese de Venado Tuerto
A Diocese de Venado Tuerto (em latim: Dioecesis Cervi Lusci) é uma diocese localizada na cidade de Venado Tuerto, pertencente a Arquidiocese de Rosário na Argentina. Foi fundada em 12 de agosto de 1963 pelo Papa Paulo VI. Com uma população católica de 223.915 habitantes, sendo 95,6% da população total, possui 61 paróquias com dados de 2017.

## História
A Diocese de Venado Tuerto foi criada em 12 de agosto de 1963 pela cisão da então Diocese de Rosário, essa elevada a condição de arquidiocese no mesmo dia. 

## Lista de bispos
A seguir uma lista de bispos desde a criação da diocese. 
|                 | Nome                    | Período   | Notas                                       |
| Bispos          | Bispos                  | Bispos    | Bispos                                      |
| --------------- | ----------------------- | --------- | ------------------------------------------- |
| 5º              | Han Lim Moon            | 2021-     | Atual                                       |
| 4º              | Gustavo Arturo Help     | 2000-2021 |                                             |
| 3º              | Paulino Reale Chirina   | 1989-2000 |                                             |
| 2º              | Mario Picchi, S.D.B.    | 1978-1989 |                                             |
| 1º              | Fortunato Antonio Rossi | 1963-1977 | Nomeado Bispo de San Nicolás de los Arroyos |
| Bispo-coadjutor |                         |           |                                             |
|                 | Han Lim Moon            | 2020-2021 |                                             |